# Liminka

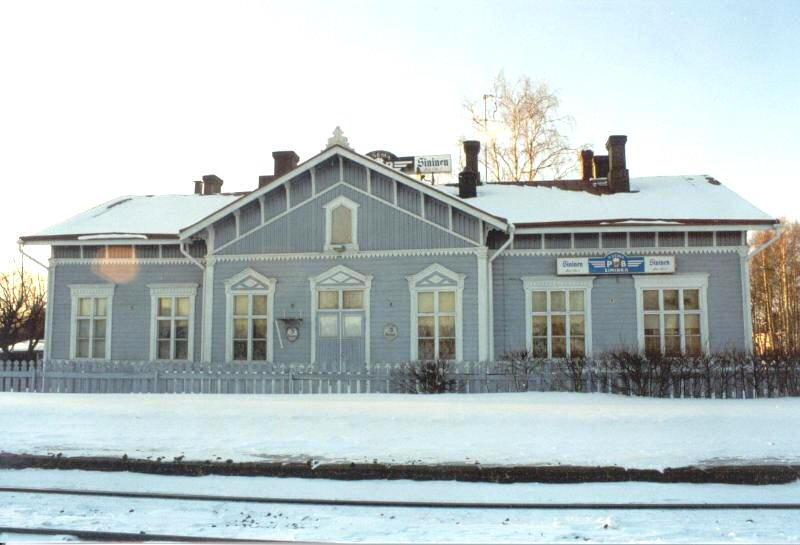
Nhà ga tàu hỏa Liminka

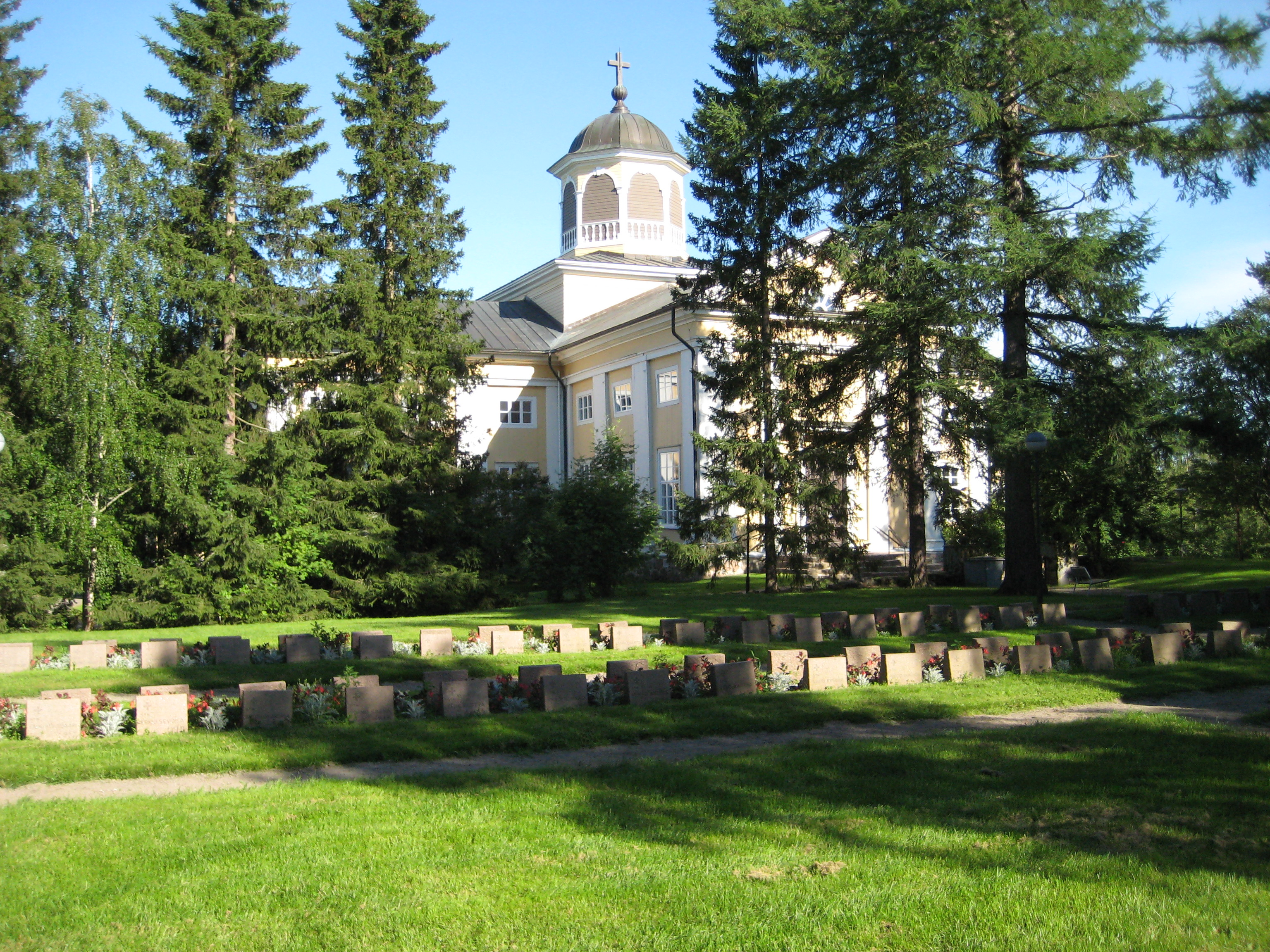
Nhà thờ Liminka

Liminka (Limingo trong tiếng Thụy Điển) là một đô thị ở vùng Bắc Ostrobothnia, thuộc tỉnh Oulu, ở Phần Lan. Được thành lập năm 1477, Liminka có cự ly khoảng 25 kilômét (16 mi) về phía nam của Oulu. Dân số Liminka là 8.488 người (30 tháng 6 năm 2008) với diện tích 640,62 km2 (247,34 dặm vuông Anh), trừ vùng biển, trong đó có 5,56 km2 (2,15 dặm vuông Anh) diện tích mặt nước nội địa (1 tháng 1 năm 2008). Mật độ dân số là 13,37 người trên mỗi km² (30 tháng 6 năm 2008).
Vịnh Liminka (Liminganlahti trong tiếng Phần Lan) là một nơi sinh sống của nhiều loài chim.